# Federico Antonio de Schwarzburgo-Rudolstadt
Federico Antonio de Schwarzburgo-Rudolstadt (en alemán, Friedrich Anton von Schwarzburg-Rudolstadt; Rudolstadt, 13 de agosto de 1692-ibidem, 1 de septiembre de 1744) fue el príncipe reinante de Schwarzburgo-Rudolstadt desde 1718 hasta su muerte.

## Biografía
Era el mayor de los hijos del príncipe Luis Federico I de Schwarzburgo-Rudolstadt y de su esposa, Ana Sofía de Sajonia-Gotha-Altemburgo. Tenía tres hermanos y nueve hermanas, pero en 1713 se introdujo la primogenitura en los principados de Schwarzburgo, y por lo tanto se convirtió en el único príncipe reinante de Rudolstadt en 1718.
Su educación fue organizada principalmente por sus abuelos. Federico Antonio fue alentado a estudiar religión y varias ciencias. Estuvo particularmente interesado en la poesía y escribió él mismo algunos poemas.
Entre 1716 y 1731, el país se halló en apuros con los disturbios de Balisius, llamados así por el abogado Johann Georg Balisius. El gobierno intentó subir los impuestos, provocando disturbios en 1716. La población luchó contra este aumento con todos los medios legales disponibles y pidió una bajada en su lugar. Al final, el gobierno se impuso; no obstante, el riesgo de insurgencia se mantuvo.
El príncipe apenas podía llevar la administración de gobierno. En su lugar, su canciller Georg Ulrich de Beulwitz era el único responsable de la política de gobierno. Este era bien conocido por sus súbditos, quienes lo consideraban inadecuado para gobernar.
En 1727, concedió a dos familias judías permiso para establecerse en Immenrode (en la actualidad parte de Sondershausen). Entre 1727 y 1737, se les concedió el mismo privilegio a nueve familias judías más. Estas familias desarrollaron la mayor comunidad judía del Principado de Schwarzburgo-Rudolstadt en los siglos XVIII y XIX.
En 1732, llegaron en torno a 2000 refugiados provenientes de Salzburgo a Rudolstadt. Eran protestantes y habían sido expulsados del Obispado de Salzburgo cuando Salzburgo empezó a obligar el catolicismo en 1731. Fueron bienvenidos con el tañido de las campanas de los campanarios y con un servicio religioso en la Iglesia de San Andrés de Rudolstadt. La mayoría fueron asentados en Uhlstedt. Federico Antonio aceptó estos refugiados en respuesta a un escrito de petición del rey Federico Guillermo I de Prusia, quien había invitado a los protestantes de Salzburgo a Prusia con la "patente de emigración" de 1731 y su "patente de invitación" de 1732. Cuando muchos protestantes llegaron a Prusia, Federico Guillermo escribió a los príncipes de los principados vecinos, pidiéndoles que albergaran y alimentaran a algunos de esos refugiados. Uno se hace una mejor idea de la escala de este influjo si se da cuenta de que los refugiados llegaban en grupos de 1000 y en ese tiempo Rudolstadt tenía en torno a 540 habitantes.
Federico Antonio tuvo que hacer frente a una serie de contratiempos financieros, que fueron difíciles. Su hermano, Guillermo Luis, estaba siempre endeudado, y Federico Antonio tuvo que rescatarlo más de una vez. En 1726, se produjo un incendio en el ancestral Castillo de Schwarzburgo. En 1735, el Castillo de Heidecksburg se incendió hasta los cimientos. En 1737, Federico Antonio empezó la construcción de un nuevo Gran Salón en el lugar del Castillo de Heidecksburg. En 1741, fue instalado un busto del príncipe sobre la entrada principal del patio. La construcción fue completada en noviembre de 1744.
Federico Antonio murió el 1 de septiembre de 1744, dos meses antes de que fuera completada la reconstrucción del Castillo de Heidecksburg.

## Matrimonio e hijos

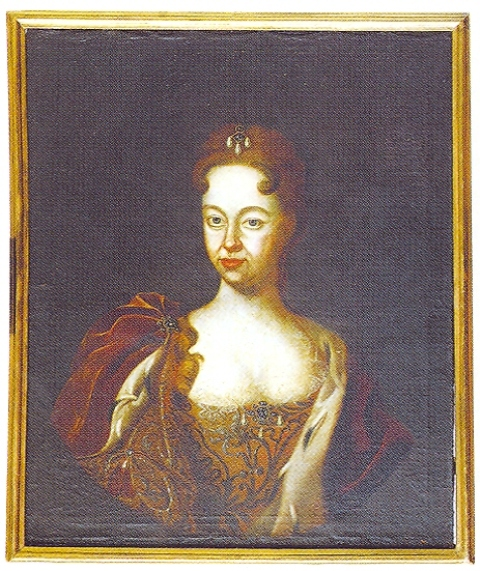
Sofía Guillermina de Sajonia-Coburgo-Saalfeld.

El 8 de febrero de 1720 en Saalfeld, Federico Antonio contrajo matrimonio con la princesa Sofía Guillermina de Sajonia-Coburgo-Saalfeld (1690-1727). Tuvieron tres hijos:
- Juan Federico (1721-1767), su sucesor. Desposó en 1744 a Bernardina Cristina Sofía de Sajonia-Weimar-Eisenach (1724-1757).
- Sofía Guillermina (1723-1723).
- Sofía Albertina (1724-1799).

El 6 de enero de 1729, Federico Antonio volvió a contraer matrimonio con la princesa Sofía Cristina (1688-1750), una hija del príncipe Cristián Everardo de Frisia Oriental. El matrimonio no tuvo hijos.